# قائمة سفراء النوايا الحسنة لمنظمة الأغذية والزراعة التابعة للأمم المتحدة
برنامج سفراء النوايا الحسنة لمنظمة الأغذية والزراعة التابع للأمم المتحدة أطلق في 1999، هدفه الرئيسي هو لفت انتباه الشخصيات العالمية والهامة ووسائل الإعلام حول موضوع الأمن الغذائي والجوع والفقر في العالم. وبهذا تتمكن منظمة الأغذية والزراعة من تنفيذ مهام إنسانية وتقديم المساعدات ضمن شعارها «الغذاء للجميع».
وباستغلال شهرة سفراء النوايا الحسنة التابعين للمنظمة الذين يكونون عادة فنانين ورياضيين ومشاهير وغيرهم، تستطيع المنظمة جلب اهتمام الرأي العام العالمي لتغذية الفقراء والمحتاجين في مناطق المجاعات والحروب والكوارث.
يذكر أن الأمم المتحدة لها العديد من سفراء للنوايا الحسنة لبضعة منظمات أخرى.

## قائمة سفراء النوايا الحسنة التابعين لمنظمة الأغذية والزراعة
- ديدي بريدجواتر، 1999
- ريتا ليفي مونتالشيني، 1999 (توفيت في 2012)
- جينا لولوبريجيدا، 1999
- ميريام ماكيبا، 1999 (توفيت في 2008)
- جونج لي، 2000
- يوسو ندور، 2000
- ماجدة الرومي، 2001
- البانو كاريسي، 2001
- جيلبرتو جيل، 2001
- موري كانتي، 2001
- روبرتو باجو، 2002
- دبي فرغسون ماكينزي، 2002
- ماسيمو رانياري، 2002
- ديون وارويك، 2002
- الرابطة الوطنية للمطربين، 2002 (إيطاليا)
- مجموعة مانا، 2003 (مغنين إسبانيين)
- الشاب خالد، 2003
- أشينوام نيني، 2003
- جستين باسيك، 2003
- أومو سانغاري، 2003
- راؤول غونزاليس، 2004
- كارلا فراتشي، 2004
- رونان كيتينغ، 2005
- بيتريس فوموينا، 2005
- السيدة الأولى للباراغواي، 2005
- شوشو فالديز، 2006
- أنغوجن، 2009
- مارغاريتا سيدانيو دو فيرنانديز، 2009
- بيير كاردان، 2009
- كارل لويس، 2009
- فاني لو، 2009
- باتريك فييرا، 2010
- راؤول بوفا، 2010
- سيلين ديون، 2010
- ليا سالونغا، 2010
- سوزان سارندون، 2010
- فاطمة بنت مبارك الكتبي، 2010
- جيرمي أيرونز، 2011

## مقالات ذات صلة
- رسول السلام التابع للأمم المتحدة
- سفراء النوايا الحسنة لمفوضية الأمم المتحدة لشؤون اللاجئين
- سفير الأمم المتحدة للنوايا الحسنة
- منظمة الأغذية والزراعة
- برنامج الأمم المتحدة للبيئة
- برنامج الأغذية العالمي
- سفراء النوايا الحسنة لليونسكو
- سفراء النوايا الحسنة لليونسيف

## روابط خارجية
- سفراء النوايا الحسنة على موقع منظمة الأغذية والزراعة.